# Kai Krakenberg
Kai Krakenberg (* 1970 in Essen) ist ein deutscher Kirchenmusiker.

## Ausbildung
Kai Krakenberg erhielt von 1982 bis 1992 ersten Orgelunterricht bei Heiner Graßt. Von 1992 bis 1997 studierte er an der Folkwang-Hochschule in Essen bei Gisbert Schneider und Gerd Zacher. 1997 legte er das A-Examen ab.

## Berufstätigkeit
Schon als Schüler spielte er als nebenamtlicher Organist in Essen-Kray. Nach dem Examen trat er seine erste hauptamtliche Kirchenmusikerstelle an der Ev. Militärkirche in Augustdorf an. Im Jahr 2000 wechselte er an die Bergstedter Kirche in Hamburg. Seit 2005 ist er Kirchenmusiker an der Marienkirche in Husum und damit ein Amtsnachfolger von Nicolaus Bruhns. Als Konzertorganist gastierte er in Europa, Russland, Kanada und den USA.

## Tondokumente
- Die Beckerathorgel der Christuskirche Husum. CD, 2018.[6]
- Nordisch, romantisch…und mehr. Kai Krakenberg spielt die neue Klais-Orgel in Husum, St. Marien. Organ, Schott-Verlag, 2022.
- Novemberstorm. CD, Organum Classics, Amazon Music, 2023.